# Mitanty
Mitanty est une commune rurale malgache située dans la région de Fitovinany.